# Lagnieu
Lagnieu és un municipi francès situat al departament de l'Ain i a la regió d'Alvèrnia-Roine-Alps. L'any 2007 tenia 6.697 habitants.

## Demografia

### Població
El 2007 la població de fet de Lagnieu era de 6.697 persones. Hi havia 2.760 famílies de les quals 818 eren unipersonals (296 homes vivint sols i 522 dones vivint soles), 790 parelles sense fills, 900 parelles amb fills i 252 famílies monoparentals amb fills.
La població ha evolucionat segons el següent gràfic:
Habitants censats

### Habitatges
El 2007 hi havia 3.023 habitatges, 2.800 eren l'habitatge principal de la família, 74 eren segones residències i 149 estaven desocupats. 1.790 eren cases i 1.227 eren apartaments. Dels 2.800 habitatges principals, 1.554 estaven ocupats pels seus propietaris, 1.188 estaven llogats i ocupats pels llogaters i 58 estaven cedits a títol gratuït; 31 tenien una cambra, 276 en tenien dues, 532 en tenien tres, 886 en tenien quatre i 1.075 en tenien cinc o més. 1.990 habitatges disposaven pel capbaix d'una plaça de pàrquing. A 1.304 habitatges hi havia un automòbil i a 1.142 n'hi havia dos o més.

### Piràmide de població
La piràmide de població per edats i sexe el 2009 era:
| Homes | Edats   | Dones |
| ----- | ------- | ----- |
| 0     | 95 o +  | 20    |
| 8     | 90 a 94 | 8     |
| 12    | 85 a 89 | 48    |
| 12    | 80 a 84 | 48    |
| 88    | 75 a 79 | 136   |
| 108   | 70 a 74 | 124   |
| 100   | 65 a 69 | 148   |
| 124   | 60 a 64 | 164   |
| 144   | 55 a 59 | 136   |
| 200   | 50 a 54 | 176   |
| 260   | 45 a 49 | 188   |
| 228   | 40 a 44 | 244   |
| 256   | 35 a 39 | 248   |
| 168   | 30 a 34 | 176   |
| 232   | 25 a 29 | 212   |
| 160   | 20 a 24 | 128   |
| 220   | 15 a 19 | 260   |
| 216   | 10 a 14 | 220   |
| 196   | 5 a 9   | 148   |
| 148   | 0 a 4   | 176   |

## Economia
El 2007 la població en edat de treballar era de 4.319 persones, 3.170 eren actives i 1.149 eren inactives. De les 3.170 persones actives 2.874 estaven ocupades (1.582 homes i 1.292 dones) i 297 estaven aturades (105 homes i 192 dones). De les 1.149 persones inactives 380 estaven jubilades, 330 estaven estudiant i 439 estaven classificades com a «altres inactius».

### Ingressos
El 2009 a Lagnieu hi havia 2.814 unitats fiscals que integraven 6.607 persones, la mediana anual d'ingressos fiscals per persona era de 18.077 €.

### Activitats econòmiques
Dels 322 establiments que hi havia el 2007, 8 eren d'empreses extractives, 7 d'empreses alimentàries, 11 d'empreses de fabricació d'altres productes industrials, 44 d'empreses de construcció, 73 d'empreses de comerç i reparació d'automòbils, 9 d'empreses de transport, 20 d'empreses d'hostatgeria i restauració, 3 d'empreses d'informació i comunicació, 10 d'empreses financeres, 19 d'empreses immobiliàries, 33 d'empreses de serveis, 50 d'entitats de l'administració pública i 35 d'empreses classificades com a «altres activitats de serveis».
Dels 109 establiments de servei als particulars que hi havia el 2009, 1 era una oficina d'administració d'Hisenda pública, 1 gendarmeria, 1 oficina de correu, 6 oficines bancàries, 1 funerària, 8 tallers de reparació d'automòbils i de material agrícola, 1 taller d'inspecció tècnica de vehicles, 2 autoescoles, 4 paletes, 11 guixaires pintors, 6 fusteries, 9 lampisteries, 10 electricistes, 1 empresa de construcció, 10 perruqueries, 2 veterinaris, 5 agències de treball temporal, 13 restaurants, 8 agències immobiliàries, 2 tintoreries i 7 salons de bellesa.
Dels 38 establiments comercials que hi havia el 2009, 2 eren supermercats, 1 una gran superfície de material de bricolatge, 4 fleques, 2 carnisseries, 3 llibreries, 10 botigues de roba, 4 botigues d'equipament de la llar, 1 una botiga d'equipament de la llar, 3 botigues d'electrodomèstics, 2 botigues de material esportiu, 1 una botiga de material de revestiment de parets i terra, 1 una perfumeria i 4 floristeries.
L'any 2000 a Lagnieu hi havia 19 explotacions agrícoles que ocupaven un total de 1.072 hectàrees.

## Equipaments sanitaris i escolars
El 2009 hi havia 4 farmàcies i 1 ambulància.
El 2009 hi havia 3 escoles maternals i 3 escoles elementals. Lagnieu disposava d'un col·legi d'educació secundària amb 689 alumnes.

## Poblacions més properes
El següent diagrama mostra les poblacions més properes.